# Gare de Dettwiller
Gare de Dettwiller vasútállomás Franciaországban, Dettwiller településen.

## Vasútvonalak
Az állomást az alábbi vasútvonalak érintik:
- Noisy-le-Sec-Strasbourg-Ville-vasútvonal

## Kapcsolódó állomások
A vasútállomáshoz az alábbi állomások vannak a legközelebb:
- Gare de Steinbourg (Gare de Saverne)
- Gare de Wilwisheim (Gare de Sélestat)